# Radiofarmacologia
La radiofarmacologia o radiochimica medicinale è la radiochimica applicata alla medicina e, quindi la farmacologia deI radiofarmaci (cioè farmaci che sono radioattivi).
Radiofarmaci sono utilizzati nel campo della medicina nucleare come traccianti radioattivi nell'imaging medico e nella terapia per molte malattie (ad esempio, la brachiterapia).
Molti radiofarmaci usano il tecnezio-99m (Tc-99m): che proprietà di tracciante. In un testo sul tecnezio sono elencati 31 differenti radiofarmaci a base di Tc-99m, utilizzati per immagini e studi funzionali del cervello, miocardio, tiroide, polmoni, fegato, cistifellea, reni, scheletro (anatomia umana), sangue e tumori.
Spesso viene usato il termine radioisotopo per riferirsi a tutti i radiofarmaci anche se il termine si riferisce a qualsiasi isotopo radioattivo (radionuclide). Tecnicamente i radiofarmaci sono formati da un atomo tracciante radioattivo inserito in una molecola più grande farmaceuticamente attiva, dopo la somministrazione l'atomo viene rilevato con una gamma-camera o un dispositivo simile per l'imaging.

## Storia
La storia della medicina nucleare contiene contributi di scienziati di diverse discipline come la fisica, chimica, ingegneria e medicina. La natura multidisciplinare della medicina nucleare rende difficile determinare l'esatta data di nascita della medicina nucleare. Probabilmente possiamo collocarla tra la scoperta della radioattività artificiale, avvenuta nel 1934 e la produzione di radionuclidi per uso medico da parte dell'Oak Ridge National Laboratory, nel 1946.

## Produzione
La produzione di un radiofarmaco comprende due processi:
- La produzione del radionuclide.
- La preparazione e il confezionamento del radiofarmaco completo.

I radionuclidi utilizzati nei radiofarmaci sono per lo più isotopi radioattivi di elementi con numero atomico inferiore a quello del bismuto, cioè sono isotopi radioattivi di elementi che hanno anche uno o più isotopi stabili. Questi isotopi possono essere divisi in due classi:
- Quelli carenti di protoni che hanno più neutroni di quelli richiesti per la stabilità e vengono prodotti prodotti nei reattori nucleari. La maggior parte dei radiofarmaci si basa su isotopi carenti di protoni; in particolare il tecnezio-99m che è l'isotopo medico più comunemente usato.[3]
- Quelli carenti di neutroni, che hanno meno neutroni rispetto a quelli richiesti per la stabilità e vengono prodotti utilizzando un acceleratore di protoni come ad esempio un ciclotrone.[4]

## Nomenclatura
Come per altri farmaci, anche per i radiofarmaci esiste una nomenclatura standardizzata, sebbene coesistano vari standard. La denominazione comune internazionale (DCI) comprende il nome del farmaco base, seguito dal radioisotopo (come numero di massa, senza spazio, simbolo dell'elemento) tra parentesi senza apice, seguito dal ligando (se presente).